# (7749) Jackschmitt
(7749) Jackschmitt est un astéroïde de la ceinture principale.

## Description
(7749) Jackschmitt est un astéroïde de la ceinture principale. Il fut découvert le 12 mai 1988 à l'Observatoire Palomar par Carolyn S. Shoemaker et Eugene M. Shoemaker. Il présente une orbite caractérisée par un demi-grand axe de 2,63 UA, une excentricité de 0,36 et une inclinaison de 29,4° par rapport à l'écliptique.

## Compléments